# Eudendrium nambuccense
Eudendrium nambuccense är en nässeldjursart som beskrevs av Watson 1985. Eudendrium nambuccense ingår i släktet Eudendrium och familjen Eudendriidae. Inga underarter finns listade i Catalogue of Life.